# Mycalesis rhacotis
Mycalesis rhacotis är en fjärilsart som beskrevs av William Chapman Hewitson 1866. Mycalesis rhacotis ingår i släktet Mycalesis och familjen praktfjärilar. Inga underarter finns listade i Catalogue of Life.